# كاتدرائية البحر (رواية)

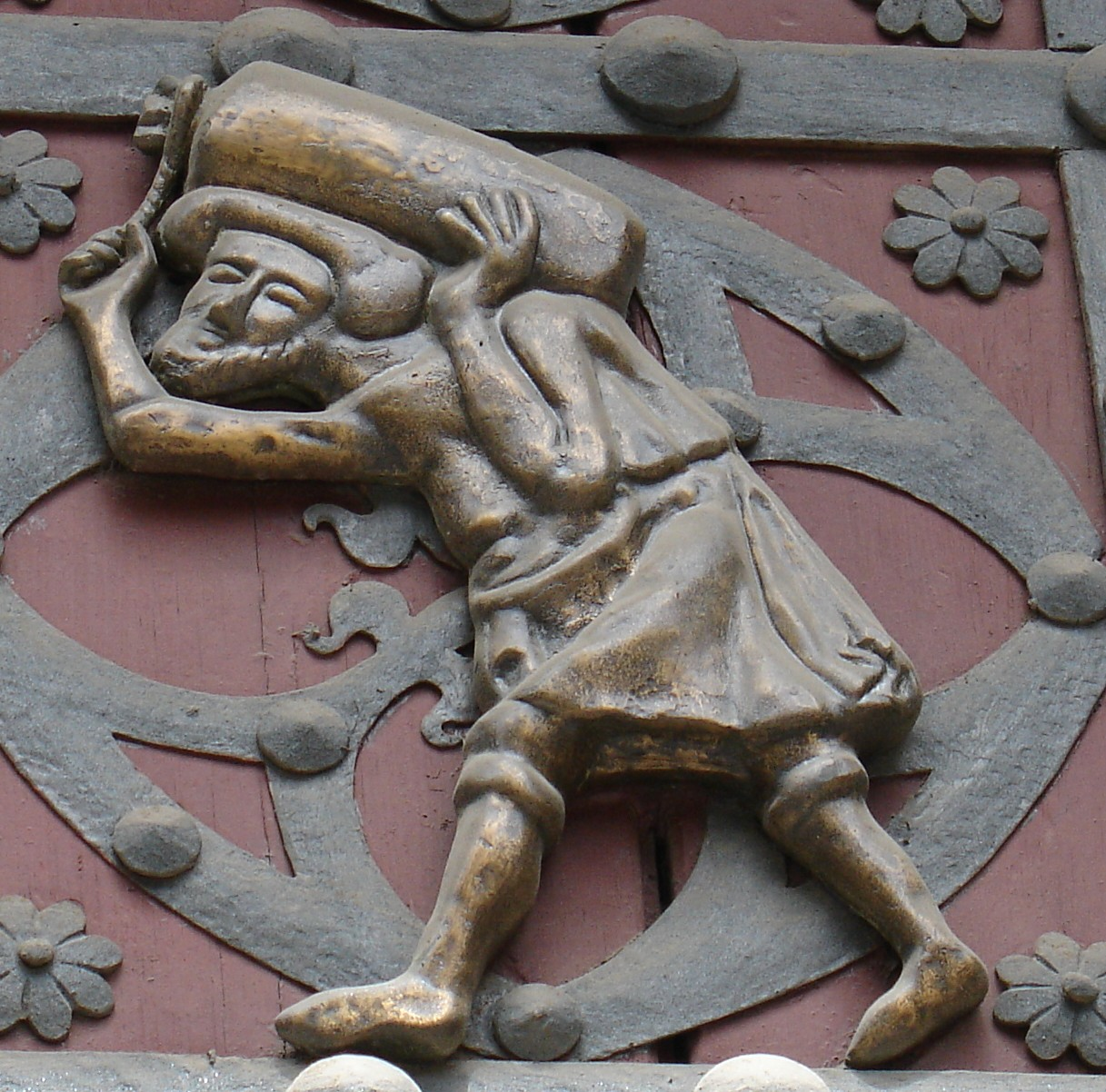
باستايخوس، أحد الحمالين الذين حملوا الأحجار أثناء بناء كنيسة سانتا ماريا دل مار

كاتدرائية البحر (بالإسبانية: La catedral del mar) هي رواية تاريخية للروائي الإسباني إلديفونسو فالكونس، نشرت سنة 2006، وتدور أحداثها في برشلونة في القرن الرابع عشر الميلادي في ذروة أحداث محاكم التفتيش، على خلفية أحداث بناء كنيسة سانتا ماريا دل مار.
بطل الرواية هو أرناو إستانيول، ابن عبد هارب من عبيد الأرض، الذي حصل على حريته وصار فيما بعد فيما بعد رجلاً ذا شأن.
كانت «كاتدرائية البحر» هي الرواية الأكثر قراءة في إسبانيا سنة 2007 ونُشرت في أكثر من أربعين دولة.

## الجوائز
حصلت الرواية على عدة جوائز أدبية، من بينها:
- جائزة أوسكادي الفضية (بالإسبانية: Euskadi de Plata) لأفضل رواية بالإسبانية (إسبانيا، 2006)
- جائزة كي لير (بالإسبانية: Qué Leer) لأفضل كتاب إسباني (إسبانيا، 2006)
- جائزة مؤسسة خوسيه مانويل لارا (بالإسبانية: Fundación José Manuel Lara) لأعلى الروايات مبيعًا في العام 2006.
- جائزة جوفاني بوكاتشيو لأفضل مؤلف أجنبي (إيطاليا، 2007)
- جائزة فولبير دي شارتر (2009)

## وصلات خارجية
الموقع الرسمي للرواية (بالإسبانية والإنجليزية والقطالونية) نسخة محفوظة 14 أكتوبر 2008 على موقع واي باك مشين.